# Psiquiatría Democrática
Psiquiatría Democrática (en italiano: Psichiatria Democratica ) es una asociación fundada en Boloña en octubre de 1973 por un grupo de psiquiatras y trabajadores del área de salud mental con el propósito de alcanzar la liberación de los enfermos mentales, terminar con la segregación en hospitales psiquiátricos y construir alternativas de tratamiento. La organización fue impulsada por Franco Basaglia, Franca Ongaro y el equipo de personas que llevaron adelante —primero en Gorizia y luego en Trieste— la profunda reforma de la psiquiatría en Italia que culminó con la promulgación de la Ley Basaglia y el cierre paulatino de los manicomios e instituciones psiquiátricas de carácter asilar. La asociación ha continuado su trabajo por cinco décadas y su actual presidente es el psiquiatra Antonello d’Elia. En 2023, la organización celebró el cincuentenario de su fundación con la publicación del libro titulado Psichiatria Democratica, cinquant’anni straordinari ['Psichiatria Democratica, cincuenta años extraordinarios'] que contiene cien contribuciones de trabajadores de la salud mental y colaboradores de la sociedad civil, italianos y extranjeros, así como abundante documentación histórica.

## Historia
El primer grupo que se reunió en Boloña estaba constituido por Franca Ongaro Basaglia, Domenico Casagrande, Franco di Cecco, Tullio Fragiacomo, Vieri Marzi, Gian Franco Minguzzi, Piera Piatti, Agostino Pirella, Michele Risso, Lucio Schittar y Antonio Slavich. Tras varias reuniones, se constituyeron como comité fundador y fijaron algunos principios, objetivos y tareas en un documento programático en el que destacan los siguientes ejes centrales:
- Identificar los aspectos negativos del propio papel frente a los usuarios de los servicios de psiquiatría y luchar contra ellos.
- Identificar en la persona las necesidades sociales insatisfechas, que el internamiento borra, ocultándolas bajo el diagnóstico de enfermedad;
- Identificar instrumentos terapéuticos implícitos en su rol específico, una vez liberado de la instrumentación que el sistema social implementa a través de la delegación de control y poder;
- Identificar y reconocer a las personas y fuerzas sociales implicadas en esta lucha y a las que se pueda implicar

Este manifiesto programático se propone "continuar la lucha contra la exclusión", analizando y denunciando la manera en que ella está arraigada estructuralmente (en las relaciones sociales de producción) y superestructuralmente (en los sistemas de valores y creencias) en nuestra sociedad. Asimismo, se propone mantener "la lucha contra el manicomio", como elemento paradigmatico que sostiene de manera ejemplar los mecanismos de marginalización social.
En 1974 el grupo promotor convocó a una conferencia nacional en Gorizia, donde operaba el equipo que dirigía Franco Basaglia en el hospital psiquiátrico. Allí se discutieron los siguientes temas:
- Psiquiatría y justicia
- Marginación social y pisquiatría
- Formación de trabajadores de la salud mental
- Propuestas organizativas.

En 1976, la organización celebró un segundo congreso en Arezzo. En este encuentro se discutió la definición política de la entidad, sus fundamentos científicos y la propuesta organizativa. El debate se centró en la compatibilidad de la acción democrática y la práctica de las técnicas psiquiátricas. Este debate acompañó el trabajo de la asociación hasta la convención nacional celebrada en Bari en mayo de 1981. En esta convención decidió afrontar la situación existente tras las promulgación de la Ley 180 y el surgimiento de sus detractores. Entre las resoluciones de esta convención destaca la voluntad de superar los Servicios de Diagnóstico y Tratamiento, la identificación del Servicio Territorial 24 horas, y la lucha  contra los manicomios judiciales y lamanera de enfrentar a la psiquiatría privada que se encontraba en expansión.
El planteamiento libertario de la psiquiatría democrática es principalmente un intento de reintroducir la dimensión política de los sujetos y su papel protagónico en la construcción colectiva de los paradigmas y prácticas de la salud mental. En ningún caso niega la enfermedad, ni tampoco la psiquiatría. Respecto de este punto, Franco Basaglia y su equipo de Psiquiatría Democrática se distancian del concepto de antipsiquiatría.
En 1989, se constituyó en Roma la Federación de Regiones de Psiquiatría Democrática. Desde entonces, la asociación sumó a sus quehaceres la realización de seminarios de profundización para profesionales de salud mental.